# Badiu
O povo Badiu é um grupo étnico de ascendência africana ocidental, localizado predominantemente na ilha de Santiago, em Cabo Verde. Eles descendem de africanos escravizados trazidos durante o tráfico transatlântico de escravos. Com uma identidade cultural distinta profundamente enraizada em tradições africanas, os Badiu preservam sua herança através da língua, organização social e formas musicais, sendo parte central da população de Santiago.

## Etimologia
O termo "Badiu" deriva do português vadio (vagabundo), que foi crioulizado no uso local. Inicialmente associado a pessoas de pele mais escura e nascidas na zona rural de Santiago, carrega conotações tanto orgulhosas quanto pejorativas.

## Origem
A etnogênese dos Badiu surgiu entre os séculos XV e XVI, quando povos da África Ocidental e do Sahel, como Mandinga, Wolof, Balanta, Fula e Manjaco, foram trazidos para Santiago. Muitos escaparam para o interior da ilha, formando algumas das primeiras comunidades quilombolas do mundo moderno.

## História

### Primeiros tempos
Antes da colonização portuguesa, Santiago era desabitada. Durante a era colonial, a ilha tornou-se um centro do tráfico de escravos. O relevo montanhoso facilitou a formação de comunidades quilombolas, agrupamentos Badiu autônomos que rejeitavam o domínio colonial e missionário. Esses grupos são reconhecidos como das primeiras sociedades quilombolas modernas.

### Origens transatlânticas e divergência identitária
Os Badiu desenvolveram traços culturais e linguísticos distintos dos santiaguenses costeiros “Sampadjudu” e das populações das outras ilhas. O crioulo de Santiago, também chamado crioulo Badiu, preserva características fonéticas e lexicais únicas.

### Pós-escravidão e resiliência cultural
Após a abolição, os Badiu permaneceram majoritariamente rurais, mantendo costumes, espiritualidade e estruturas sociais tradicionais. Sua identidade simboliza a herança africana e, por vezes, entrou em conflito com elites urbanas coloniais e pós-independência.

### Movimento Rabelado
Entre 1940 e 1960, alguns Badiu resistiram às reformas litúrgicas da Igreja Católica, formando a seita dos Rabelados. Em isolamento, continuaram práticas religiosas ancestrais em aldeias do interior.

## Cultura

### Língua
Os Badiu falam o crioulo de Santiago, a variedade mais numerosa do crioulo cabo-verdiano. É considerada mais conservadora e menos influenciada pelo português do que os dialetos das outras ilhas.

### Música e dança
As tradições musicais Badiu, como batuku, tabanka, funaná e *finan*, têm raízes africanas profundas. Antes marginalizadas como “primitivas”, essas expressões foram revitalizadas na música contemporânea e na diáspora.

### Religião e espiritualidade
Majoritariamente católicos, os Badiu também mantêm crenças espirituais de matriz africana, como o culto aos antepassados. O movimento Rabelado é um exemplo da persistência dessas práticas.

### Organização social
A sociedade Badiu valoriza os laços de parentesco, conselhos de anciãos, vida agrícola e resiliência comunitária, frequentemente moldadas por séculos de marginalização e isolamento rural.

## Geografia e demografia
Os Badiu vivem principalmente no interior de Santiago, mas também estão presentes em Maio, Boa Vista e Sal. Com cerca de 300.000 habitantes em Santiago, a cultura Badiu domina grande parte da população rural da ilha.

## Identidade e estigma
A identidade Badiu foi muitas vezes estigmatizada como retrógrada ou violenta pelas elites urbanas cabo-verdianas. No entanto, é também admirada por valores como honestidade, resiliência e ética do trabalho. Na diáspora, especialmente nos bairros operários de Lisboa, a identidade Badiu é símbolo de orgulho africano e ancestralidade.

## Personalidades notáveis
- Amílcar Cabral – líder revolucionário e figura central na independência de Cabo Verde e Guiné-Bissau
- Aristides Pereira – primeiro presidente de Cabo Verde
- Dino D'Santiago – cantor que funde música tradicional cabo-verdiana com sonoridades contemporâneas
- Zeca di Nha Reinalda – músico cabo-verdiano
- Sara Tavares – cantora e compositora aclamada internacionalmente
- José Ulisses Correia e Silva – atual primeiro-ministro de Cabo Verde
- Toni Varela – futebolista da seleção nacional cabo-verdiana
- Edimilson Fernandes – futebolista internacional que jogou pela Suíça
- Júlio Tavares – futebolista com carreira na França
- Djaniny – futebolista com passagens por ligas na Espanha e Arábia Saudita
- Gelson Martins – futebolista que atuou em Portugal e França
- Zé Espanhol – figura destacada na música e cultura cabo-verdiana
- Nuno Mendes (futebolista, nascido em 2002) – considerado um dos melhores laterais-esquerdos de sua geração